# アンテナホット7
『アンテナホット7』（アンテナホットセブン）は、1990年7月2日から同年9月28日までフジテレビ系列で放送されたフジテレビ制作の朝の情報番組。放送時間は毎週月曜から金曜 7:00 - 7:45 (JST) 。

## 概要
1990年6月29日まで放送されていた『グッドモーニングジャパン』が3か月で打ち切られたため、急遽始まった番組。「社会」「政経」「海外」「芸能」「スポーツ」「顔」「キーワード」の7つのジャンルのニュースと、天気予報「空のごきげん」、その日誕生日の有名人を紹介する「今日の誕生日」、系列各局からの生中継企画「列島ホットライナー」で構成されていた。TBS『朝のホットライン』の司会を降りて以来5年3ヶ月ぶりに朝番組のキャスターを務める荻島正己の登板やスタジオの9面マルチモニターで7つのジャンルを映し出す演出を売りにしていたが、この番組も3か月で終了する。
1989年4月3日から1990年3月30日まで放送されていた朝の情報番組『トークシャワー』では報道番組のテロップを使い制作局を出していなかったが、当番組は「おはよう!ナイスデイ』『タイム3』などと同じ情報番組のテロップを使い「制作著作 フジテレビ」の文字を出していた（『グッドモーニングジャパン』や後継番組の『朝だ!どうなる』も同様）。

## 出演者

### メインキャスター
司会
- 荻島正己

アシスタント
- 八木亜希子（月曜・火曜・水曜）
- 河野景子（木曜・金曜）

### レギュラー
- 岡野加穂留
- 上坂冬子
- 森末慎二（金曜、『FNNスーパータイム』スポーツコーナーを兼務。）

## 制作協力
- 共同テレビジョン
- GOLGO
- ホリプロ

## 放送局
前番組『グッドモーニングジャパン』やそれ以前の番組群と同様に、フジテレビ系列局であってもこの番組を放送しない地方局がいくつか存在した。東海テレビはこの時間帯、テレビアニメの再放送とローカルニュースを放送していた。日本テレビ系列とのクロスネット局の（当時）テレビ長崎、テレビ大分、鹿児島テレビの3局はこの時間帯、日本テレビの『ズームイン!!朝!』を放送していた。このうち、テレビ長崎は本番組終了直後にNNNを脱退（NNSには非加盟）したことにより、次番組の『ニュース&ウェザー（第1期）』からはFNNの平日朝の情報番組枠へとネットを切り替えた。
| フジテレビ系 平日朝の情報番組枠 | フジテレビ系 平日朝の情報番組枠           | フジテレビ系 平日朝の情報番組枠 |
| 前番組                          | 番組名                                    | 次番組                          |
| ------------------------------- | ----------------------------------------- | ------------------------------- |
| グッドモーニングジャパン        | アンテナホット7 （1990年7月 - 1990年9月） | ニュース&ウェザー（第1期）      |